# Trinta (filme)
Trinta é um filme brasileiro produzido em 2012 e escrito por Claudio Galperin, Paulo Machline, Felipe Sholl e Mauricio Zacharias e com direção de Paulo Machline, o longa-metragem é baseado na história de vida do carnavalesco Joãosinho Trinta. Estreou em 18 de outubro de 2014 pela FOX Filmes.
Conta com Matheus Nachtergaele, Milhem Cortaz e Paolla Oliveira no elenco central da trama.

## Sinopse
Cinebiografia do carnavalesco Joãosinho Trinta, mostrando sua vinda de São Luís, no Maranhão, até o Rio de Janeiro. Seu início de carreira como bailarino, a ida para o Salgueiro e a estreia como carnavalesco pela escola.

## Elenco
| Ator                 | Papel             | Ref         |
| -------------------- | ----------------- | ----------- |
| Matheus Nachtergaele | Joãosinho Trinta  | [ 1 ] [ 2 ] |
| Fabrício Boliveira   | Calca Larga       | [ 1 ] [ 2 ] |
| Paola Oliveira       | Zeni              | [ 1 ] [ 2 ] |
| Milhem Cortaz        | Tião              | [ 1 ] [ 2 ] |
| Marco Ricca          | Bráulio           | [ 2 ]       |
| Mariana Nunes        | Isabel            | [ 2 ]       |
| Augusto Madeira      | Seu Amâncio       | [ 2 ]       |
| Tato Gabus Mendes    | Rui               | [ 2 ]       |
| Paulo Tiefenthaler   | Fernando Pamplona | [ 2 ]       |
| Ernani Moraes        | Germano           | [ 1 ] [ 2 ] |
| Léa Garcia           | Nha Zita          | [ 2 ]       |

## Produção
Durante o processo de preparação para o filme, o ator Matheus Nachtergaele fez aulas de balé para adquirir a postura altiva do João, como afirmou em uma entrevista. Apesar de poucos saberem, Joãosinho Trinta foi bailarino e o filme também enfocará essa parte de sua vida.

## Ligações Externas
- Trinta. no IMDb.